# Batalla de Wogastisburg

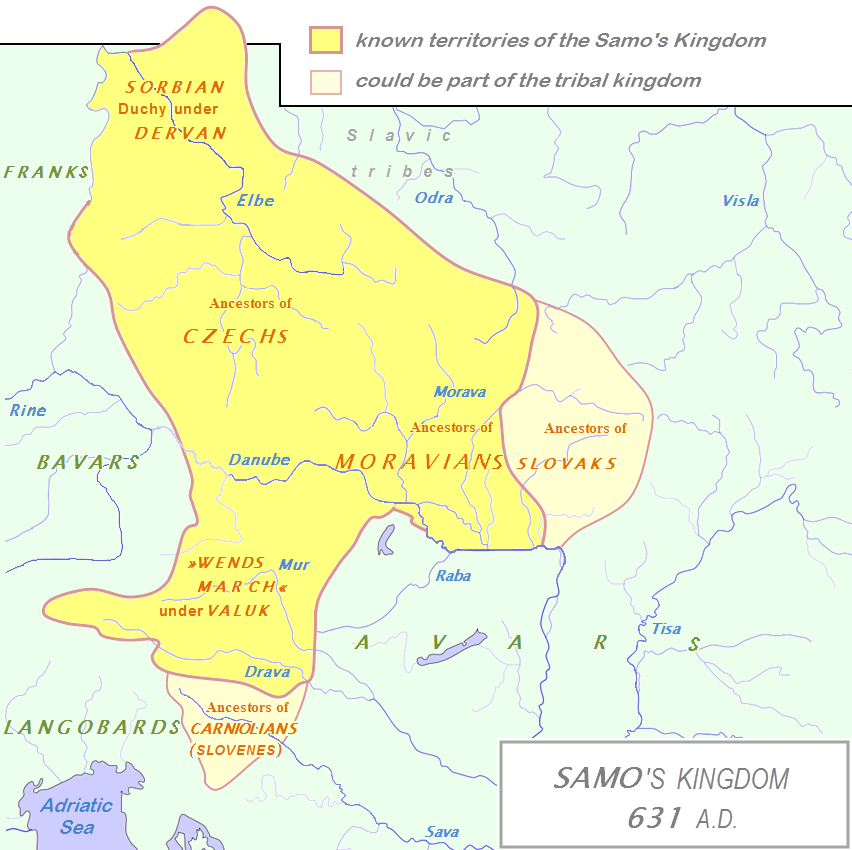
Reino de Samo

Según la Crónica de Fredegario, la Batalla de Wogastisburg fue un enfrentamiento entre eslavos (sclav, cognomento Winidi) liderados por su rey Samo y los francos del rey Dagoberto I en 631. Los ejércitos francos avanzaron en tierras eslavas en tres columnas - alamanes, lombardos y francos de Austrasia. Las dos primeras tuvieron éxito en su invasión, pero la última fue derrotada en una batalla de tres días cerca de un sitio llamado Wogastisburg.
El lugar de la batalla no ha sido identificado y Fredegario no da detalles geográficos. Se han propuesto varias ubicaciones, normalmente basadas en paralelismos lingüísticos y algunas excavaciones, como el cerro Rubín próximo a Podbořany (Bohemia), el cerro Úhošť próximo a Kadaň (Bohemia), Bratislava (Eslovaquia), Trenčín (Eslovaquia), Beckov (Eslovaquia), la ribera del río Váh o Voga (Eslovaquia), Staffelberg cerca de Bad Staffelstein (Alta Franconia), Burk cerca de Forchheim (Alta Franconia), Viena y otros lugares a lo largo del curso medio del Danubio.
No hay evidencia concluyente para cualquiera de estas ubicaciones y es incluso posible que Wogastisburg hiciera referencia sólo a un campamento provisional en vez de a un asentamiento permanente. En tal caso, establecer una ubicación definitiva sería imposible.